# 老越县
老越县（英語：Lawas District）是砂拉越林梦省下辖的其中一个县，总面积有3,811.90平方公里，人口约有3.8万（2010数据）。
在1905年前，老越县的行政中心是位于大老山（Trusan），之后迁移至老越镇。

## 行政区划

老越县地图

老越县下分两个副县：顺叻副县（Sundar Sub-District）和大老山副县（Trusan Sub-District）。
| 县   | 县     | 面积（平方公里） | 人口（2010年数据） |
| ---- | ------ | ---------------- | ------------------ |
| 老越 | 老越   | 3,811.90         | 38,385             |
| 老越 | 顺叻   | 3,811.90         | 38,385             |
| 老越 | 大老山 | 3,811.90         | 38,385             |